# دیوید دیفرانسیسکو
دیوید دیفرانسیسکو (David DiFrancesco) (متولد نوتلی، نیو جرسی، ۱۹۴۹ میلادی)، یک دانشمند عکاسی (photoscientist)، مخترع، متخصص سینما و عکاس بود. او همراه با ادوین کتمول و آلوی ری اسمیت از اعضای بنیانگذار سه مؤسسه‌ای هستند که در گرافیک کامپیوتر برای افکت‌های ویژه دیجیتالی و فیلم پیشتاز بودند، از جمله: لابراتوار گرافیک‌های کامپیوتری مؤسسه فناوری نیویورک، بخش کامپیوتر لوکاس‌فیلم و پیکسار که توسط استیو جابز تمویل می‌شد.

## زندگی و حرفه
دیفرانسیسکو به عنوان مدیر تیم فوتوساینس پیکسار در پیکسار و تیم‌اش مسؤل انتقال دقیق تصاویر دیجیتالی با وضاحت بالا به فیلم بودند. در این شغل، او اولین ابزار اسکن کننده لیزری و ثبت‌کننده را برای فیلم‌های ۳۵ میلی‌متری ساخت و متودهای قابل اعتماد موفق تجاری را برای این روند ایجاد کرد که به‌نام پیکسار ویژن یاد می‌شود. این کار پیشتاز به او دو جایزه آکادمی فنی علمی و مهندسی و ۱۶ پتنت کمایی کرد. در سال ۱۹۹۶ میلادی انجمن مهندسان تصاویر متحرک و تلویزیون، راهکارهای پیشنهاد شده او برای کنترل خروجی تصاویر دیجیتالی به فیلم را پذیرفتند.
دیفرانسیسکو قبل از آن همراه با لی هاریسون با شرکت تصویر کامپیوتری کار کرده و آنجا مسؤل کار بر Scanimate بودند و همچنین همراه با دیک شوپ در زیراکس PARC بر اولین فناوری فریم بافر ثبت تغییر ۸ بیتی و در JPL با جیم بلین بر روی سریال‌های کوزموس کارل ساگان کار کردند. نمونه اولیه ضبط فیلم او در مجموعه دستگاه دائمی موزه بین‌المللی عکاسی و فیلم خانه جورج ایستمن، نگهداری می‌شود. تحقیق اخیر او شامل توسعه نمونه اولیه لنز میدان نوری برای کامره‌های تصویر متحرک بود که امکان فوکس مجدد تصاویر متحرک پس از تولید و گرفتن تصاویر متحرک ۳ بُعدی با یک لنز و کامره را ممکن می‌سازد.
دیفرانسیسکو در سال ۲۰۰۴ میلادی یک سیستم نورپردازی استروبوسکوپی مبتنی بر LED سفارشی را طراحی کرد تا انیمیشن کاراکترهای فیزیکی Pixar Toy Story را در Zoetrope پیکسار که برای اولین‌بار در موزه هنرهای مدرن در همکاری با [نمایش بیستمین سالیاد پیکسار] نشان داده شد، همگام سازی کند. زوتروپ اصلی پیکسار به موزه‌های مختلف دنیا برده شده و چندین زوتروپ دیگر در پارک طرح‌های کالیفرنیای دیسنی‌لند در جنوب کالیفرنیا و سایر پارک‌های طرح‌های دیسنی نمایش داده می‌شوند.
دانش فنی دیفرانسیسکو در مورد زوتروپ در یک فیلم دو دقیقه‌ای به نام «فورزا/Filmspeed» به کارگردانی جیف زوارت مورد استفاده قرار گرفت. این فیلم سریع‌ترین زوتروپ دنیا را به شکل تصاویر ایستاده با وضاحت بلند نشان داد که از گیم ایکس‌باکس Forza Motorsport 5 گرفته شده بودند. تصاویر این بازی روی پنل‌ها پرنت شده و با فواصل زمانی کلیدی در اطراف مسیر مسابقه پارک ورزش ماشینی باربر نمایش داده می‌شدند تا توهم حرکت که به‌نام تداوم بینایی یاد می‌شود را مجدداً ایجاد کند. در ۱۹ نوامبر ۲۰۱۷، او به تالار مشاهیر نوتلی معرفی شد.
کارهای دیفرانسیسکو به عنوان عکاس در موما در شهر نیویورک، مجموعه کتابخانه دانشگاه یاله، مجموعه V&A CG لندن، انگلستان و یک تعداد مجموعه‌های خصوصی نمایش داده شده‌اند. او از دانشگاه ویسکونسن سوپریور، BFA دارد، به مؤسسه فیلم دنمارک و برنامه MFA در دانشگاه کولورادو رفته‌است. در سال ۲۰۰۰ میلادی، او از دانشگاه ویسکونسن سوپریور، دکترای افتخاری دریافت کرد.

## ورزش‌های ماشینی
شغل اولیه دیفرانسیسکو در جریان دهه ۱۹۶۰ در ورزش ماشینی شامل رالی‌های جاده‌ی، مسابقات روی یخ و رانندگی پورشه جیمکانا می‌شود. علاوه بر آن، دیفرانسیسکو یک گردآورنده و بازسازی‌کننده ماشینها و موتورسیکلت‌های مسابقه قدیمی شامل سیاتا ۲۰۸ سال ۱۹۵۳ که در سال ۲۰۰۷ میلادی در کونکورسو ایتالیانو نشان داده شدند، Brough Superior 1938 که با CSRG قدیمی در دهه ۱۹۸۰ مسابقه کرد، DP 1956 AC Bristol برنده محلی SCCA NW و بریس وسایط مسابقه جاده‌ای کارخانه یاماها است. او در خلق Pixar Motorama سهم داشت، رویدادی که به عنوان یک رویداد متعلق به کارمندان آغاز کرده و نهایتاً ساختن فیلم «Cars» از آن الهام گرفت و به سطح یک نمایش خصوصی ماشین شناخته شده به سطح بین‌المللی در مقر پیکسار در امریویل، کالیفرنیا رشد کرد.